# Taeniacara candidi
Taeniacara candidi és una espècie de peix de la família dels cíclids i de l'ordre dels perciformes.

## Morfologia
- Els mascles poden assolir 3,3 cm de longitud total i les femelles 5.[3][4]

## Hàbitat
Viu en zones de clima tropical entre 25 °C-28 °C de temperatura.

## Distribució geogràfica
Es troba a Sud-amèrica: conca del riu Amazones.